# Neues aus Uhlenbusch/Episodenliste
Dies ist die Episodenliste von Neues aus Uhlenbusch, einer deutschen Kinder- und Jugendserie, die vom ZDF von 1977 bis 1982 produziert wurde. Die Serie besteht aus 40 Episoden, unterteilt in vier Staffeln, mit einer Länge von rund 30 Minuten. Hinzu kommen zwei Spielfilme. Die Erstausstrahlung begann am Samstag, den 24. Dezember 1977 im ZDF. Die Episode Bierlisa wurde vorab an Heiligabend ausgestrahlt. Um die Eltern auf die Serie aufmerksam zu machen und sie die Kinder schauen zu lassen, wurde am 4. April 1978 im Abendprogramm der Spielfilm Neues aus Uhlenbusch – Geschichten aus der Welt der Kinder mit drei Folgen der Serie gezeigt. Die weiteren Episoden der ersten Staffel starteten wenige Tage später am Sonntagnachmittag des 9. April.

## Episodenliste

### Staffel 1
| Nr. (ges.) | Nr. (St.) | Originaltitel             | Erstausstrahlung (ZDF) | Regie                             | Drehbuch                                                                    |
| ---------- | --------- | ------------------------- | ---------------------- | --------------------------------- | --------------------------------------------------------------------------- |
| 1          | 1         | Bierlisa                  | 24. Dez. 1977          | Rainer Boldt                      | Rainer Boldt, Hans Heinrich Strube                                          |
| 2          | 2         | Die Geheimbutze           | 9. Apr. 1978           | Rainer Boldt                      | Rainer Boldt, Gerburg Rohde-Dahl                                            |
| 3          | 3         | Der kleine große Heiner   | 16. Apr. 1978          | –                                 | –                                                                           |
| 4          | 4         | Schützenfest              | 30. Apr. 1978          | –                                 | –                                                                           |
| 5          | 5         | Nur eine Ohrfeige         | 7. Mai 1978            | Rainer Boldt                      | Rainer Boldt, Gerburg Rohde-Dahl, Hans Heinrich Strube, Reinhold Schnatmann |
| 6          | 6         | Der verregnete Geburtstag | 14. Mai 1978           | Rainer Boldt                      | Rainer Boldt, Reinhold Schnatmann                                           |
| 7          | 7         | Ein Tier ist ein Tier     | 21. Mai 1978           | –                                 | Pedro Jungmann, Hans Heinrich Strube                                        |
| 8          | 8         | Kartoffelfeuer            | 28. Mai 1978           | Marianne Rosenbaum, Gérard Samaan | Karl Hoche, Gérard Samaan, Hans Heinrich Strube                             |
| 9          | 9         | Werners Langeweile        | 4. Juni 1978           | Marianne Rosenbaum, Gérard Samaan | Marianne Rosenbaum, Reinhold Schnatmann                                     |
| 10         | 10        | Der Angeber               | 11. Juni 1978          | Marianne Rosenbaum, Gérard Samaan | Karl Hoche, Gérard Samaan, Hans Heinrich Strube                             |
| 11         | 11        | Der einsame Hof           | 18. Juni 1978          | Marianne Rosenbaum, Gérard Samaan | Karl Hoche, Gerburg Rohde-Dahl, Gérard Samaan                               |
| 12         | 12        | Die arme Anne             | 25. Juni 1978          | Marianne Rosenbaum, Gérard Samaan | Elmar M. Lorey, Bärbel Lutz-Saal, Marianne Rosenbaum, Gérard Samaan         |
| 13         | 13        | Rummeltag                 | 2. Juli 1978           | Marianne Rosenbaum, Gérard Samaan | Karl Hoche, Elmar M. Lorey, Bärbel Lutz-Saal, Gérard Samaan                 |

### Staffel 2
| Nr. (ges.) | Nr. (St.) | Originaltitel         | Erstausstrahlung (ZDF) | Regie                             | Drehbuch                                                              |
| ---------- | --------- | --------------------- | ---------------------- | --------------------------------- | --------------------------------------------------------------------- |
| 14         | 1         | Opa Willems Haus      | 8. Apr. 1979           | Marianne Rosenbaum, Gérard Samaan | Gerburg Rohde-Dahl, Gérard Samaan                                     |
| 15         | 2         | Die verfeindeten Höfe | 22. Apr. 1979          | Marianne Rosenbaum, Gérard Samaan | Sigrid Esslinger, Bärbel Lutz-Saal, Gérard Samaan                     |
| 16         | 3         | Der heimliche Besuch  | 6. Mai 1979            | Marianne Rosenbaum, Gérard Samaan | Elmar M. Lorey, Marianne Rosenbaum, Gérard Samaan                     |
| 17         | 4         | Das Bild vom Vater    | 13. Mai 1979           | Marianne Rosenbaum, Gérard Samaan | Monica Bleibtreu, Hans Peter Korff, Gérard Samaan                     |
| 18         | 5         | Anna und die Gärten   | 3. Juni 1979           | Marianne Rosenbaum, Gérard Samaan | Marianne Rosenbaum, Gérard Samaan                                     |
| 19         | 6         | Ein Fest fällt aus    | 1. Juli 1979           | Marianne Rosenbaum, Gérard Samaan | Monica Bleibtreu, Hans Peter Korff, Marianne Rosenbaum, Gérard Samaan |

### Staffel 3
| Nr. (ges.) | Nr. (St.) | Originaltitel               | Erstausstrahlung (ZDF) | Regie            | Drehbuch                      |
| ---------- | --------- | --------------------------- | ---------------------- | ---------------- | ----------------------------- |
| 20         | 1         | Die Gewitterfreundschaft    | 12. Okt. 1980          | Thomas Draeger   | Herbert Günther               |
| 21         | 2         | Eine Nacht im Freien        | 19. Okt. 1980          | Thomas Draeger   | Thomas Draeger, Dagmar Scherf |
| 22         | 3         | Christian packts an         | 26. Okt. 1980          | Thomas Draeger   | Herbert Günther               |
| 23         | 4         | Das Fahrrad mit den Flügeln | 2. Nov. 1980           | Thomas Draeger   | Godehard Schramm              |
| 24         | 5         | Die Wunschkrankheit         | 9. Nov. 1980           | Pedro Jungmann   | Tilman Röhrig                 |
| 25         | 6         | Der große Bruder            | 16. Nov. 1980          | Hans Peter Korff | Herbert Günther               |
| 26         | 7         | Knopfgeld                   | 7. Dez. 1980           | Thomas Draeger   | Thomas Draeger, Ingrid Kötter |
| 27         | 8         | Gespenster?                 | 21. Dez. 1980          | Rainer Boldt     | Rainer Boldt                  |
| 28         | 9         | Henry, Henry                | 28. Dez. 1980          | Rainer Boldt     | Bernhard Frey, Rainer Boldt   |

### Staffel 4
| Nr. (ges.) | Nr. (St.) | Originaltitel                  | Erstausstrahlung (ZDF) | Regie          | Drehbuch                     |
| ---------- | --------- | ------------------------------ | ---------------------- | -------------- | ---------------------------- |
| 29         | 1         | Anton und Evelyn               | 3. Jan. 1982           | Rainer Boldt   | –                            |
| 30         | 2         | Uhlenbusch steht Kopf          | 10. Jan. 1982          | Rainer Boldt   | Rainer Boldt, Karlhans Frank |
| 31         | 3         | Lieber Onkel Paul              | 17. Jan. 1982          | Rainer Boldt   | Herbert Günther              |
| 32         | 4         | Hochzeitsküsse                 | 31. Jan. 1982          | Rainer Boldt   | Rainer Boldt                 |
| 33         | 5         | Sarah gibt nicht auf           | 7. Feb. 1982           | Thomas Draeger | Jo Pestum                    |
| 34         | 6         | Mensch Oma, was hast’n du?     | 14. Feb. 1982          | Thomas Draeger | Achim Bröger                 |
| 35         | 7         | Die Probefahrt                 | 21. Feb. 1982          | Thomas Draeger | Ingrid Kötter                |
| 36         | 8         | Wenn Mutter wieder arbeitet    | 28. Feb. 1982          | Thomas Draeger | Achim Bröger                 |
| 37         | 9         | Johannes spielt nicht mehr mit | 7. März 1982           | Thomas Draeger | –                            |
| 38         | 10        | Jürgen will raus               | 14. März 1982          | Josef Rödl     | Josef Rödl                   |
| 39         | 11        | Eierdiebe                      | 21. März 1982          | Josef Rödl     | Josef Rödl                   |
| 40         | 12        | Der Waldgeist                  | 28. März 1982          | Thomas Draeger | –                            |

## Spielfilme
Nach der Ausstrahlung der ersten Episode Bierlisa an Heiligabend 1977 wurde der Film Neues aus Uhlenbusch – Geschichten aus der Welt der Kinder vor der Fortsetzung der weiteren Folgen der ersten Staffel im April 1978 ausgestrahlt. Er besteht aus den Episoden Schützenfest, Der kleine große Heiner und Nur eine Ohrfeige. Der Film Ich hatte einen Traum setzt sich aus den Episoden Anton und Evelyn, Lieber Onkel Paul und Hochzeitsküsse, mit einer kleinen Rahmenhandlung, zusammen.
| Nr. (ges.) | Nr. (St.) | Originaltitel                                              | Erstausstrahlung (ZDF) | Regie        | Drehbuch                        |
| ---------- | --------- | ---------------------------------------------------------- | ---------------------- | ------------ | ------------------------------- |
| 1          | 1         | Neues aus Uhlenbusch – Geschichten aus der Welt der Kinder | 4. Apr. 1978           | –            | –                               |
| 2          | 2         | Ich hatte einen Traum                                      | 8. Juli 1984           | Rainer Boldt | Karlhans Frank, Herbert Günther |